# Duga (gmina Nikšić)
Duga (cyr. Дуга) – wieś w Czarnogórze, w gminie Nikšić. W 2011 roku liczyła 62 mieszkańców.